# Szerida
Szerida (akadyjska Aja) – w mitologii mezopotamskiej bogini światła, uważana za małżonkę Utu (akadyjskiego Szamasza), boga słońca. Jest związana z miłością fizyczną i urodzajnością. Kult tej bogini był szczególnie popularny w okresie starobabilońskim i ponownie w nowobabilońskim. Szerida/Aja była czczona razem z Utu/Szamaszem w świątyniach w Sippar i w Larsie.